# Lužan Biškupečki
Lužan Biškupečki – wieś w Chorwacji, w żupanii varażdińskiej, w gminie Gornji Kneginec. W 2011 roku liczyła 398 mieszkańców.